# بلایند بلیک
بلایند بلیک (انگلیسی: Blind Blake؛ ۱۸۹۶ – ۱۹۳۳) یک موسیقی‌دان اهل ایالات متحده آمریکا بود.